# Johny Johny Yes Papa
"Johny Johny Yes Papa" é uma canção infantil em inglês . A música é sobre uma criança, Johny, que é flagrada pelo pai comendo açúcar. Versões desta música com mais de um verso geralmente continuam com variações sobre o tema.

## História
Um livro de 1989 da acadêmica e professora americana Jessica Wilson afirma que a canção infantil se originou no Quênia. De acordo com Vinoth Chandar, CEO da ChuChu TV, ele já tinha idade suficiente para ser de domínio público na Índia em 2018, indicando que teria pelo menos 60 anos (pela lei de direitos autorais indiana); Chandar escreveu em 2018 que ele "costumava ouvir" quando criança, e que os idosos também teriam ouvido quando crianças.

## Letra da música
A letra da canção está em formato chamada e resposta, e tipicamente cantada com a melodia de "Twinkle, Twinkle, Little Star". A original e mais conhecida versão da musica é:
Johny, Johny,

Yes papa?

Eating sugar?

No papa.

Telling lies?

No papa.

Open your mouth

Ha ha ha!

## Videoclipes
De acordo com o Polygon, foi publicado pela primeira vez no YouTube como uma canção de ninar em 2009 pelo canal Shemrock Nursery Rhymes. No entanto, a música foi apresentada pela primeira vez no YouTube em 2007, onde foi usada em um comercial da 5 Stars. A canção infantil foi recriada por muitos outros canais de educação e entretenimento no YouTube voltados para crianças pequenas. Em 20 de agosto de 2020, um vídeo contendo a música, postado no YouTube por Loo Loo Kids em 2016, tinha mais de 3,7 bilhões de visualizações, tornando-se o oitavo vídeo mais visto do site, bem como o segundo - vídeo de cantiga infantil mais assistido e um dos 10 vídeos mais descurtidos do YouTube. Outro vídeo da música, postado pela ChuChu TV em 2014, tem mais de 1,7 bilhão de visualizações, outro postado pela CVS 3D Rhymes em 2017 tem mais de 1,2 bilhão de visualizações e outro vídeo em espanhpostado por FAMA JAMA tem mais de 1,0 bilhão de visualizações. Em um outro vídeo foi listado em 2015 pelo The Daily Dot como um dos onze vídeos infantis "involuntariamente perturbadores" do YouTube.